# Stenporella
Stenporella (Porella cordaeana) är en levermossart som först beskrevs av Hüb., och fick sitt nu gällande namn av Moore. Stenporella ingår i släktet porellor, och familjen Porellaceae. Enligt den finländska rödlistan är arten sårbar i Finland. Arten är reproducerande i Sverige. Artens livsmiljö är bäckar.